# Europameisterschaft im Skibergsteigen 2001
Die Europameisterschaft im Skibergsteigen 2001 war die erste vom 1999 gegründeten International Council for Ski Mountaineering Competitions (ISMC) der Union Internationale des Associations d’Alpinisme (UIAA) ausgetragene Europameisterschaft im Skibergsteigen und wurde noch dreigeteilt ausgetragen. Die Mannschaftsrennen in den Altersklassen „Senioren“ und „Espoirs“ wurden am 27. Januar 2001 in Les Contamines-Montjoie in Frankreich ausgetragen. Am 4. März fanden im spanischen Jaca die Einzelrennen statt und die Teamwettbewerbe der Jugendklassen („Kadetten“ und „Junioren“) am 1. April 2008 im italienischen Adamello.

## Ergebnisse

### Medaillenspiegel
(in alphabetischer Reihenfolge; nur „Senioren“ und „Espoirs“; ohne Ergebnisse der „Kadetten“ und „Junioren“ vom April 2008 in Adamello.)
| Land       | Team | Team   | Team   | Einzel | Einzel | Einzel |
| Land       | Gold | Silber | Bronze | Gold   | Silber | Bronze |
| ---------- | ---- | ------ | ------ | ------ | ------ | ------ |
| Andorra    | 1*)  |        |        |        |        |        |
| Frankreich | 1    | 2      | 1      |        |        |        |
| Schweiz    | 1    |        |        |        |        |        |
| Slowakei   |      |        | 1      |        |        |        |
| Spanien    | 2*)  | 1      |        |        |        |        |

*) gemeinsamer Sieg des span.-andor. Damenteams in der Altersklasse „Espoirs“

### Skibergsteigen Team
27. Januar 2001 in Miage-Contamines in Frankreich
Übersicht der jeweils 10 besten Mannschaften:
| Rang   | Teilnehmer                     | Gesamtzeit    |
| ------ | ------------------------------ | ------------- |
| Gold   | Mabillard/Zimmerli             | 02h 00' 01.3" |
| Silber | Ducognon/Oggeri                | 02h 01' 35"   |
| Bronze | C. Favre/Bourillon             | 02h 11' 22.4" |
| 4      | Paliderová/Heczková            | 02h 12' 07.5" |
| 5      | Santuré Boixadé/Rogé Tartarini | 02h 13' 03.7" |
| 6      | Ançay/Luyet                    | 02h 13' 06.3" |
| 7      | Lathuraz/Fourneaux             | 02h 15' 53.8" |
| 8      | Gendrau Gallifa/C. Bes Ginesta | 02h 17' 15.4" |
| 9      | Tomio/Guigon                   | 02h 20' 18.5" |
| 10     | Darragon/Toïgo                 | 02h 30' 38.2" |

| Rang   | Teilnehmer                    | Gesamtzeit    |
| ------ | ----------------------------- | ------------- |
| Gold   | Brosse/Gignoux                | 01h 38' 26.2" |
| Silber | Meilleur/Tomio                | 01h 41' 32.5" |
| Bronze | Leitner/Svätojánsky           | 01h 41' 42"   |
| 4      | B. Blanc/Champange            | 01h 41' 55.8" |
| 5      | Bret/Pasteur                  | 01h 42' 24.6" |
| 6      | L. Fabre/Sbalbi               | 0h 42' 27.4"  |
| 7      | Madaj/Trizna                  | 0h 42' 29"    |
| 8      | E. Blanc/Prieur               | 0h 43' 12.7"  |
| 9      | F. Galera Díez/C. Galera Díez | 0h 44' 12.9"  |
| 10     | Rassat/R. Gachet              | 0h 44' 15.1"  |

### Skibergsteigen Einzelrennen
Übersicht der jeweils 10 besten Teilnehmer:
| Rang   | Teilnehmer | Gesamtzeit  |
| ------ | ---------- | ----------- |
| Gold   | ?          | ??h ??' ??" |
| Silber | ?          | ??h ??' ??" |
| Bronze | ?          | ??h ??' ??" |
| 4      | ?          | ??h ??' ??" |
| 5      | ?          | ??h ??' ??" |
| 6      | ?          | ??h ??' ??" |
| 7      | ?          | ??h ??' ??" |
| 8      | ?          | ??h ??' ??" |
| 9      | ?          | ??h ??' ??" |
| 10     | ?          | ??h ??' ??" |

| Rang   | Teilnehmer | Gesamtzeit  |
| ------ | ---------- | ----------- |
| Gold   | ?          | ??h ??' ??" |
| Silber | ?          | ??h ??' ??" |
| Bronze | ?          | ??h ??' ??" |
| 4      | ?          | ??h ??' ??" |
| 5      | ?          | ??h ??' ??" |
| 6      | ?          | ??h ??' ??" |
| 7      | ?          | ??h ??' ??" |
| 8      | ?          | ??h ??' ??" |
| 9      | ?          | ??h ??' ??" |
| 10     | ?          | ??h ??' ??" |